# Башкадыкларское сражение
Башкадыкларское сражение — сражение в районе населённого пункта Башкадыклар, произошедшее 19 ноября (1 декабря) 1853 года между турецкими войсками под командованием сераскера Ахмет-паши и русским отрядом генерала В. О. Бебутова.

## Ход сражения
После поражения при Ахалцихе турецкое командование пыталось остановить русское наступление на сильном оборонительном рубеже у Башкадыклара.
19 ноября (1 декабря), войска Александропольского отряда, в составе 10-ти батальонов, 10-ти эскадронов, 14-ти сотен казаков, одной сборной сотни милиции, 3-х пеших и одной конной батарей, всего в числе около 10-ти тысяч человек с 32-мя орудиями, двинулись по карсской дороге на село Пирвали. Ахмет-паша получил от разъездов сведение о наступлении русских и сначала принял их движение за маневр, имевший целью скрыть отступление к Александрополю, однако узнав о переправе русского корпуса через Карс-чай и будучи уверенным в победе над малочисленным противником, выступил из лагеря для встречи русских на позиции у Башкадыклара.
Русские войска, подойдя к турецкой позиции на расстояние около двух вёрст, построились в боевой порядок, в три линии. В 12 часов русские войска подошли к позициям турок и завязали удачную для себя артиллерийскую дуэль. Бебутов принял решение нанести главный удар по правому флангу турецкой армии, для чего выдвинул Эриванский полк под командованием генерала Багратиона-Мухранского и Грузинский полк под командованием генерала Орбелиани. Гренадеры под командованием Орбелиани атаковали ключевую турецкую батарею и быстро захватили несколько орудий, однако малочисленность отряда позволила туркам, подтянув резервы, опрокинуть атакующих русских. Генерал Орбелиани погиб, и Бебутов, с поддержкой в 2 роты Эриванского полка, лично отправился на помощь гренадёрам. В решающий момент боя русские перешли в наступление, одновременно отряд Багратиона-Мухранского, обойдя турецкие позиции, ударил туркам во фланг. В это же время генерал Багговут опрокинул обходившую русские позиции левого фланга турецкую кавалерию и устремившихся за нею курдов. После этого отряд Багговута, перейдя через речку и взойдя по горному скату на плато, занятое правым крылом неприятельской армии, поставил в 50-ти шагах от турецкого каре дивизион донской артиллерии есаула Кульгачева, и после нескольких картечных выстрелов атаковал неприятеля драгунами, в то же время отправив полковников Евсеева и Камкова с линейцами в атаку на другие находившиеся здесь турецкие войска. Драгуны ворвались в каре и уничтожили турецкий батальон. Подобная же участь постигла турецкие войска, атакованные линейцами. Одновременный удар батальонов гренадерской бригады и кавалерии генерала Багговута решили сражение в пользу русских. Весь правый фланг и часть центра турецкой армии были опрокинуты. Главная турецкая батарея в 20 орудий была захвачена русскими.

План сражения при Башкадыкларе

В то же время первая линия под начальством генерал-майора Кишинского атаковала левый фланг турецкой позиции. Турецкие батальоны, спустившиеся с высоты в самом начале сражения и скрытые в овраге, вышли оттуда и устремились в атаку на русскую пехоту, но, будучи остановлены картечью 2-й и 5-й батарейных и 1-й легкой батарей, засели за грудами камней и открыли беглый огонь. Батальоны Ширванского и Куринского полков при поддержке артиллерии под командованием генерала Бриммера сбили турок с их позиций и заняли  деревню Угузлы.
На правом фланге князь Чавчавадзе удерживал напор пытавшихся обойти русские позиции турок, превосходивших по численности в 8—10 раз. К концу сражения действовавшие здесь наши войска были принуждены несколько осадить назад, но выдержали напор до конца боя и не только не позволили неприятелю сделать нам какой-нибудь вред, но успели отбить у него два орудия.
Турецкие войска после поражения, понесенного почти одновременно на их главной батарее и у селения Угузлы, совершенно рассеялись и бежали так поспешно, что не решились даже зайти в свой лагерь. По занятии селения Угузлы сводным батальоном и 8-ю орудиями, прочие войска генерала Кишинского расположились по сторонам и впереди этого селения; левее их стали войска князя Багратиона-Мухранского, а еще левее кавалерия генерала Багговута. К 3 часам дня огонь прекратился, и русские войска без выстрела дошли до турецкого лагеря и захватили его.
Турки потеряли весь лагерь, обоз, 24 орудия, множество оружия, снарядов и около 6-ти тысяч убитыми и ранеными. Русские потери: убито 317 и ранено 926 человек.

## Результаты
Победы русских при Ахалцихе и особенно Башкадыкларе ошеломили турецкую армию и сторонников Турции на Северном Кавказе. Это позволило русской армии захватить стратегическую инициативу на Кавказском театре военных действий и сорвать планы турецкого руководства по захвату Кавказа. После Башкадыкларского сражения турецкие войска несколько месяцев не проявляли никакой активности, что дало русским возможность укрепить Кавказское направление. Наступление сурового времени года и недостаток в жизненных припасах довершили расстройство турецкой Анатолийской армии.
В награду за победу при Башкадыкларе князь Бебутов получил орден Св. Георгия 2-й степени; тот же орден 3-й степени пожалован произведённым в генерал-лейтенанты Багговуту, князю Багратиону-Мухранскому и генерал-майору Чавчавадзе. Генерал-майоры Кишинский и Индрениус получили орден Св. Станислава 1-й степени. Орден Св. Георгия 4-й степени получили десять штаб и обер-офицеров.